# Tessub

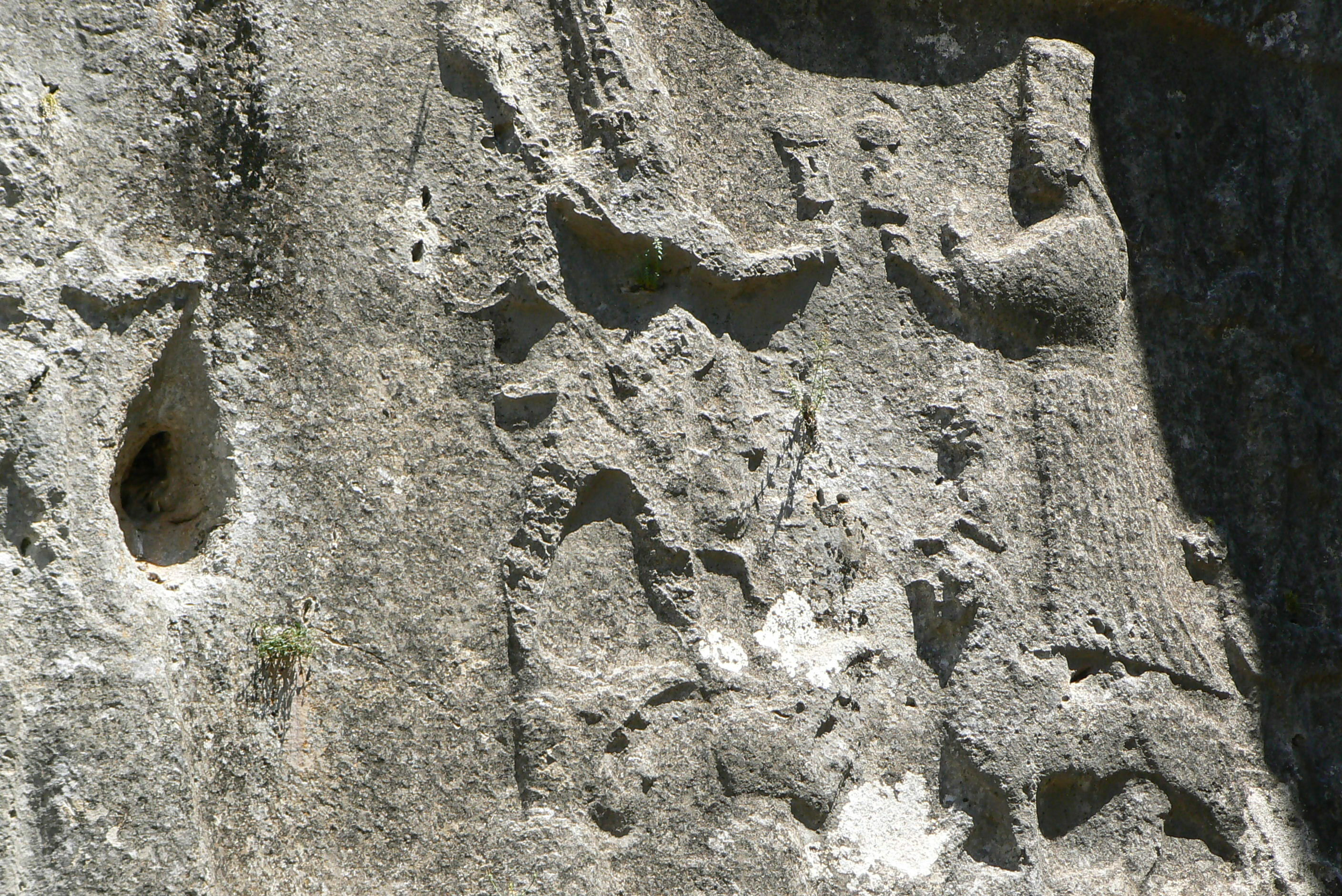
Tessub ábrázolása Hattuszaszban

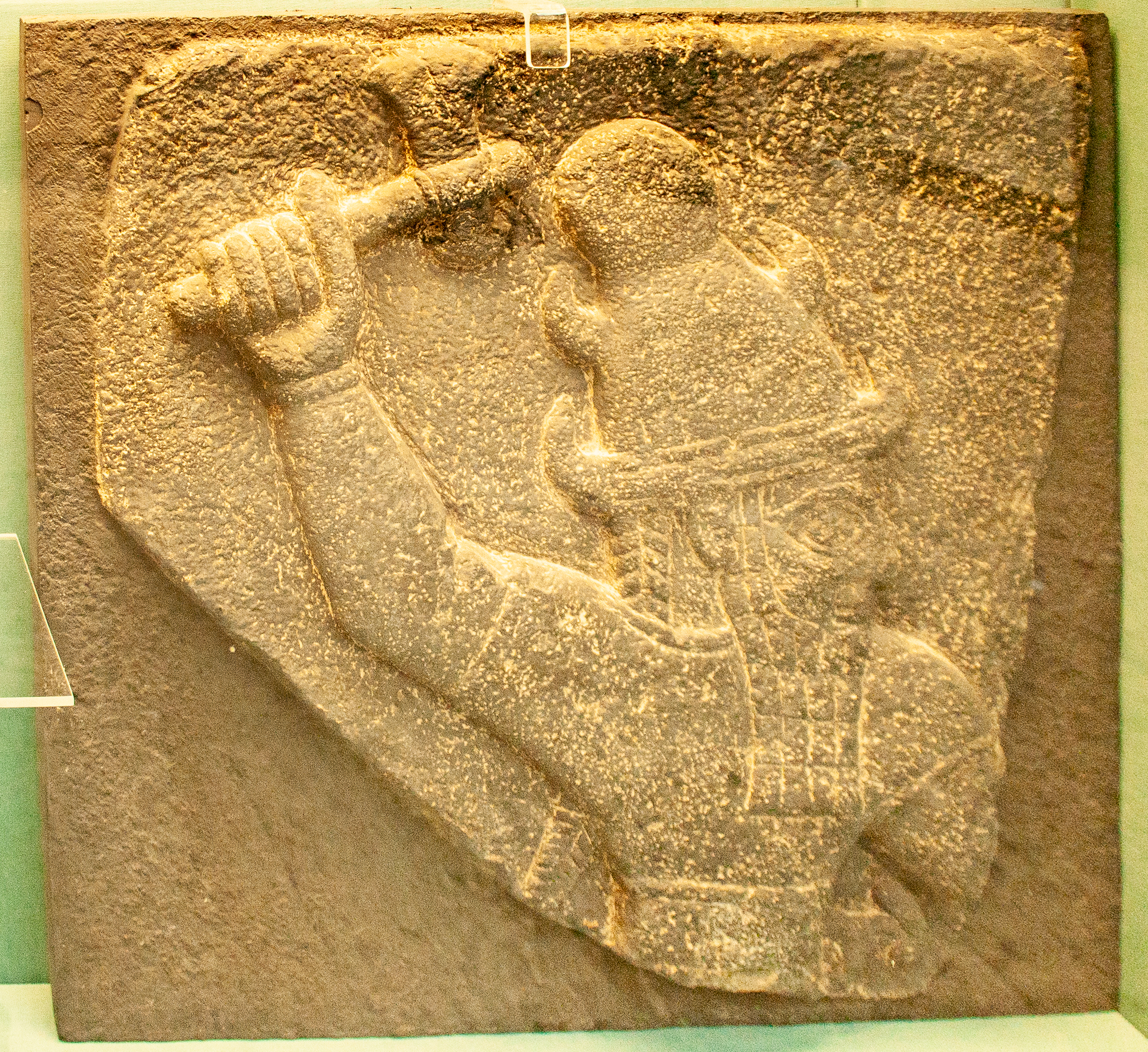
Tessub domborművön a British Museumban

Tessub (Teššub vagy Teššuppe – ejtése *[ti(:)supi], ugariti tṯb) a mitannibeli hurrik ég- és viharistene. Az i. e. 1. évezredben Urartuban Teiseba, Elámban Zaišpīššiya néven tisztelték. Eredete egyértelműen azonosítható Esnunna akkád főistenével, Tispakkal.
Anatólia környékén korán – már az i. e. 2. évezred elején – azonosult a protohatti időjárásistennel, Taruval. Ennek későbbi neve a luvi és a hettita nyelvben Tarhunt, illetve Tarhuntasz. Tessub végül teljesen kiszorította az eredeti nevet, és a hettiták is Tešub néven tisztelték viharistenüket, amelyet ők Teszubnak ejtettek. A hurri Tessub nem lehetett Taru mintája vagy őse, mivel a hurrik később jelentek meg a térségben, mint a protohattik. Tessub mítoszai az i. e. 15-13. század folyamán jelentősen kibővültek Tarhuntasz mítoszainak elemeivel.
Tessub az ábrázolásain szakállas férfialak, három villámot tart egyik kezében, a másikban sokszor fejszét. Egyes esetekben a minószi labrüszhöz hasonló kétfejű-kétélű bárdféle eszközt, máskor buzogányt. Mindkettő általános hatalmi jelkép a korban. Jelképe volt ezek mellett a szarvakkal díszített korona vagy sisak, amely az anatóliai bikakultuszokból eredhet. Állandó jelzői a Kummija királya, az Egek királya, Hatti földjének ura.
Mítoszaiban Hebat férje, Szarruma apja, az istenek királya, körülbelül a villámszóró Zeuszhoz hasonlóan. A Kumarbi-mítosz mondja el fogantatását, amely némiképp hasonló Uranosz legendájához. Tengeri lényekkel és sárkányokkal vívott küzdelmeit olvashatjuk a mitológiai tárgyú ékírásos táblákon. Legyőzi Hedammut és Illujankaszt is. Kaszku holdisten mítoszában is szerepel (Kaszku lehullik az égből), valamint az Ullikummi-történetben is, ahol (vélhetően, mert a tábla töredékes) az óriást győzi le. A Telipinusz-mítoszban leányát feleségül adja a tengeristenhez, de követeli a leány árát, ezer juhot és ezer szarvasmarhát, amelyet végül Hannahannah fizet meg.